# Morti nel 903
| Questa pagina contiene informazioni ricavate automaticamente dalle voci biografiche con l'ausilio del template Bio e di un bot. L'aggiornamento è periodico e automatico e ricostruisce completamente la pagina. Se manca una persona in questa lista, sei pregato di non aggiungerla, ma accertati piuttosto che la sua voce biografica contenga il template Bio e che i dati anagrafici siano correttamente compilati. Se il template Bio manca, inseriscilo tu stesso o, in alternativa, metti l'avviso {{tmp\|Bio}} che ne segnala la mancanza. Se i dati riportati sono sbagliati, correggi direttamente la voce biografica; le modifiche saranno visibili in questa lista entro pochi giorni. Per chiarimenti vedi il progetto biografie. La lista contiene solo le 8 persone che sono citate nell'enciclopedia e per le quali è stato implementato correttamente il template Bio. Pagina aggiornata al 10 giu 2025. |

- 26 marzo - Sugawara no Michizane, poeta e politico giapponese (n. 845)
- 23 luglio - Abu l-'Abbas 'Abd Allah ibn Ibrahim, arabo
- 17 agosto - Elia di Enna, monaco cristiano italiano
- 24 dicembre - Edvige di Babenberg, nobile franca
- Papa Benedetto IV, papa e vescovo italiano
- Michele II di Alessandria, arcivescovo ortodosso egiziano
- Mosè bar Kepha, vescovo e scrittore siro (n. 813)
- Teoderada di Troyes, nobile